# Bleckede
Bleckede [ˈbleːkədə] er en by, der ligger på begge sider af Elben i Landkreis Lüneburg i den tyske delstat Niedersachsen.

## Geografi
Bleckede består udover hovedbyen af følgende landsbyer og bebyggelser: Alt Garge, Barskamp, Brackede, Breetze, Garlstorf, Garze, Göddingen (med Nindorf), Karze (mit Vogelsang), Radegast, Rosenthal, Walmsburg (med Reeßeln), Wendewisch og på højre side af floden Bleckede-Wendischthun med bebyggelserne Neu Bleckede og Neu Wendischthun.

### Nabokommuner
Bleckede grænser mod vest til Samtgemeinde Scharnebeck, mod nord ligger delstaten Mecklenburg-Vorpommern, mod øst kommunen Amt Neuhaus, mod sydøst Samtgemeinde Elbtalaue i Landkreis Lüchow-Dannenberg; Mod syd ligger Samtgemeinde Dahlenburg, og mod sydvest Samtgemeinde Ostheide.

### Natur og landskab
Bleckede ligger hovedsageligt i Elbdalen, enkelte bebyggelser ligger dog højere , op til 160 moh. Hele kommunens område er en del af to nationale naturlandskaber: Biosfærereservatet Niedersächsische Elbtalaue og Naturpark Elbhöhen-Wendland.